# Neudorf (okręg Arad)
Neudorf – wieś w Rumunii, w okręgu Arad, w gminie Zăbrani. W 2011 roku liczyła 926 mieszkańców. 